# Lijst van misdaadfilms
Dit is een lijst van misdaadfilms, in chronologische volgorde.

## Stomme film

### 1913
- Fantômas

### 1915
- Vampires, Les

### 1920
- Penalty, The

### 1922
- Dr. Mabuse, der Spieler

### 1927
- Underworld

### 1928
- Dragnet, The

### 1929
- Last Warning, The
- Thunderbolt

## 1930–1939

### 1930
- Cat Creeps, The
- Raffles

### 1931
- Little Caesar
- Public Enemy, The
- Smart Money

### 1932
- Scarface

### 1933
- Testament des Dr. Mabuse, Das

### 1938
- I Am the Law

### 1939
- Each Dawn I Die
- Roaring Twenties, The

## 1940–1949

### 1940
- Mark of Zorro, The

### 1944
- Double Indemnity

### 1945
- Detour

### 1946
- Killers, The
- Postman Always Rings Twice, The

### 1947
- Out of the Past

### 1948
- Key Largo
- Raw Deal

### 1949
- Criss Cross
- Gun Crazy
- White Heat

## 1950–1959

### 1950
- Night and the City

### 1951
- Lavender Hill Mob, The

### 1955
- Bob le flambeur
- Phenix City Story, The
- Rififi chez les hommes , Du

### 1956
- Killing, The

### 1957
- Brothers Rico, The

### 1958
- Touch of Evil
- Underworld Beauty

## 1960–1969

### 1960
- 1000 Augen des Dr. Mabuse, Die
- Ocean's 11

### 1961
- Pigs and Battleships

### 1963
- Kanto Wanderer
- Pale Flower
- Youth of the Beast

### 1964
- Topkapi

### 1966
- Deuxième Souffle, Le
- Tokyo Drifter

### 1967
- Bonnie and Clyde
- Branded to Kill
- In Cold Blood
- Point Blank
- Samouraï, Le
- St. Valentine's Day Massacre, The

## 1970–1979

### 1971
- Dirty Harry
- French Connection, The
- Get Carter
- Wolves, The

### 1972
- Getaway, The
- Godfather, The
- Superfly

### 1973
- Badlands
- Friends of Eddie Coyle, The
- Mean Streets

### 1974
- Godfather Part II, The

### 1975
- Dog Day Afternoon

### 1976
- Killing of a Chinese Bookie, The

### 1978
- Who'll Stop the Rain?

### 1979
- Going in Style
- Vengeance Is Mine

## 1980–1989

### 1980
- Long Good Friday, The
- Way Back Home

### 1981
- Ms. 45
- Thief

### 1982
- Executioner's Song, The

### 1983
- Scarface

### 1984
- Blood Simple
- Fatal Vision
- Once Upon a Time in America

### 1985
- Prizzi's Honor

### 1986
- A Better Tomorrow

### 1987
- A Better Tomorrow II
- City on Fire
- Just Heroes
- Untouchables, The

### 1989
- City War
- Killer, The

## 1990–1999

### 1990
- After Dark, My Sweet
- Godfather Part III, The
- Goodfellas
- Grifters, The
- King of New York
- Miller's Crossing
- State of Grace

### 1991
- Laws of Gravity
- Let Him Have It
- Cape Fear
- Rage in Harlem, A

### 1992
- American Me
- Full Contact
- Reservoir Dogs

### 1993
- Blood In Blood Out
- Carlito's Way
- Menace II Society
- Sonatine

### 1994
- Last Seduction, The
- Little Odessa
- Natural Born Killers
- Pulp Fiction
- Shallow Grave

### 1995
- Casino
- Citizen X
- Gonin
- Heat
- Usual Suspects, The

### 1996
- Deep Crimson
- Fargo
- Gonin 2
- Helpless

### 1997
- Donnie Brasco
- Jackie Brown
- Kiss or Kill
- L.A. Confidential
- Dobermann

### 1998
- General, The
- Lock, Stock and Two Smoking Barrels
- Out of Sight

### 1999
- Bobby G. Can't Swim
- Ghost Dog: The Way of the Samurai
- Limey, The
- Blue Belgium
- De Cock en de wraak zonder einde

## 2000–2009

### 2000
- Sexy Beast
- Shaft
- Snatch
- Traffic

### 2001
- Fast and the Furious, The
- Ocean's Eleven
- Score, The
- Training Day

### 2002
- 25th Hour
- Catch Me If You Can
- Cidade de Deus (City of God)
- Empire
- Gangs of New York
- Good Thief, The
- Infernal Affairs
- Minority Report
- Narc
- Road to Perdition

### 2003
- How It All Went Down
- Infernal Affairs 2
- Infernal Affairs 3
- Memories of Murder
- Monster
- Mystic River
- 21 Grams

### 2004
- Collateral
- De dominee
- Edukators, The
- Layer Cake

### 2005
- Batman Begins
- History of Violence, A
- Kiss Kiss Bang Bang
- Lord of War
- Revolver
- Sin City

### 2006
- The Ice Harvest
- Black Dahlia, The
- Departed, The
- Harsh Times
- Inside Man
- Lucky Number Slevin
- Miami Vice
- Live Free or Die Hard
- Running Scared
- Smokin' Aces

### 2007
- American Gangster
- Before the Devil Knows You're Dead
- Crime Club
- Eastern Promises
- Gone Baby Gone
- Hot Fuzz
- Lookout, The
- Mr. Brooks
- Shoot 'Em Up
- Shooter
- No Country for Old Men
- Tropa de Elite
- We Own the Night
- Zodiac

### 2008
- Bank Job, The
- Burn After Reading
- Felon
- Dark Knight, The
- In Bruges
- Loft
- Pineapple Express
- Righteous Kill
- RocknRolla
- Street Kings
- Vantage Point

### 2009
- Law Abiding Citizen

## 2010–2019

### 2010
- The Ghost Writer

### 2015
- The Gunman
- Sicario